# Saint-Fiacre (Côtes-d’Armor)
Saint-Fiacre (bretonisch Sant-Fieg) ist eine französische Gemeinde mit 212 Einwohnern (Stand: 1. Januar 2022) im Département Côtes-d’Armor in der Region Bretagne. Sie gehört zum Arrondissement Guingamp und zum  Kanton Plélo. Die Einwohner werden Saint Fiacrois(es) genannt.

## Geographie
Saint-Fiacre liegt etwa 22 Kilometer westlich von Saint-Brieuc im Westen des Départements Côtes-d’Armor.

## Bevölkerungsentwicklung
| Jahr                       | 1793 | 1800 | 1806 | 1836 | 1841 | 1846 | 1901 | 1962 | 1968 | 1975 | 1982 | 1990 | 1999 | 2006 | 2012 |
| Einwohner                  | 304  | 493  | 462  | 524  | 631  | 658  | 627  | 343  | 299  | 244  | 232  | 207  | 197  | 219  | 225  |
| Quellen: Cassini und INSEE |      |      |      |      |      |      |      |      |      |      |      |      |      |      |      |

## Baudenkmäler
Siehe: Liste der Monuments historiques in Saint-Fiacre (Côtes-d’Armor)